# Lansing, Michigan
Lansing este un oraș și capitala statului Michigan din Statele Unite ale Americii.
Lansing se găsește pe teritoriul a două comitate vecine, Eaton și Ingham.

## Personalități născute aici
- John Hughes (1950 - 2009), regizor;
- Magic Johnson (n. 1959), baschetbalist.